# 22961 Rosegarcia
22961 Rosegarcia este o planetă minoră (asteroid) din centura de asteroizi. A fost descoperită pe 29 octombrie 1999 la Catalina Station⁠(d) de Catalina Sky Survey. 
Obiectul prezintă o orbită caracterizată de o semiaxă mare de 2,3573468 UAi, o excentricitate de 0,14, o înclinație de 3,12739 ° în raport cu ecliptica.